# Paola Pigni
Paola Pigni-Cacchi, italijanska atletinja, * 30. december 1945, Milano, Italija, † 11. junij 2021, Rim
Nastopila je na poletnih olimpijskih igrah v letih 1968 in 1972, ko je osvojila bronasto medaljo v teku na 1500 m. Leta 1969 je prav tako osvojila bronasto medaljo medaljo na evropskem prvenstvu v isti disciplini. 2. julija 1969 je postavila svetovni rekord v teku na 1500 m s časom 4:12,4 s, veljal je dva meseca in pol, 8. avgusta 1973 pa še svetovni rekord v teku na miljo s časom 4:29,5 s, veljal je skoraj štiri leta.